# Brahea calcarea
Espèce
Statut de conservation UICN

 VU IUCN2.3 : Vulnérable
Synonymes
- Brahea nitida André (1875)
- Brahea prominens L.H.Bailey (1943)

Brahea calcarea est une espèce de plantes à fleurs de la famille des Arecaceae (les palmiers). Il est originaire du Guatemala et du Mexique et il est considéré en danger d'extinction en raison de la perte de son habitat.

## Description
C'est un palmier que l'on trouve dans les forêts de chênes, dans les zones sèches des collines calcaires à une altitude comprise entre 900 et 1 500 mètres au Guatemala et au Mexique répartis dans les états de Colima, Guerrero, Jalisco, Michoacan, Nayarit, Oaxaca et Sinaloa.
Tout comme les autres Braheas, cette espèce préfère les situations très ensoleillées. Il résiste très bien à la sécheresse, espèce calciphile; il tolère tous types de sols ; mais il craint les eaux stagnantes et n’aime pas l’excès d’humidité ambiante . Les sujets âgés ont des feuilles couvertes de pruine d’un bleu du plus bel effet. Il a une croissance très supérieure à celle du Brahea armata

## Taxonomie
Brahea calcarea a été décrite par Frederick Michael Liebmann et publiée dans Historia Naturalis Palmarum 3 : 319. 1850.
Étymologie
Brahea : nom générique donné en l'honneur de l'astronome danois Tycho Brahe (1546-1601).
calcarea : épithète latine qui signifie « calcaire » en raison de sa propension à pousser dans des environnements très calcaire.
Synonymie
- Brahea nitida        André
- Brahea prominens L.H.Bailey [4]

## Liens externes

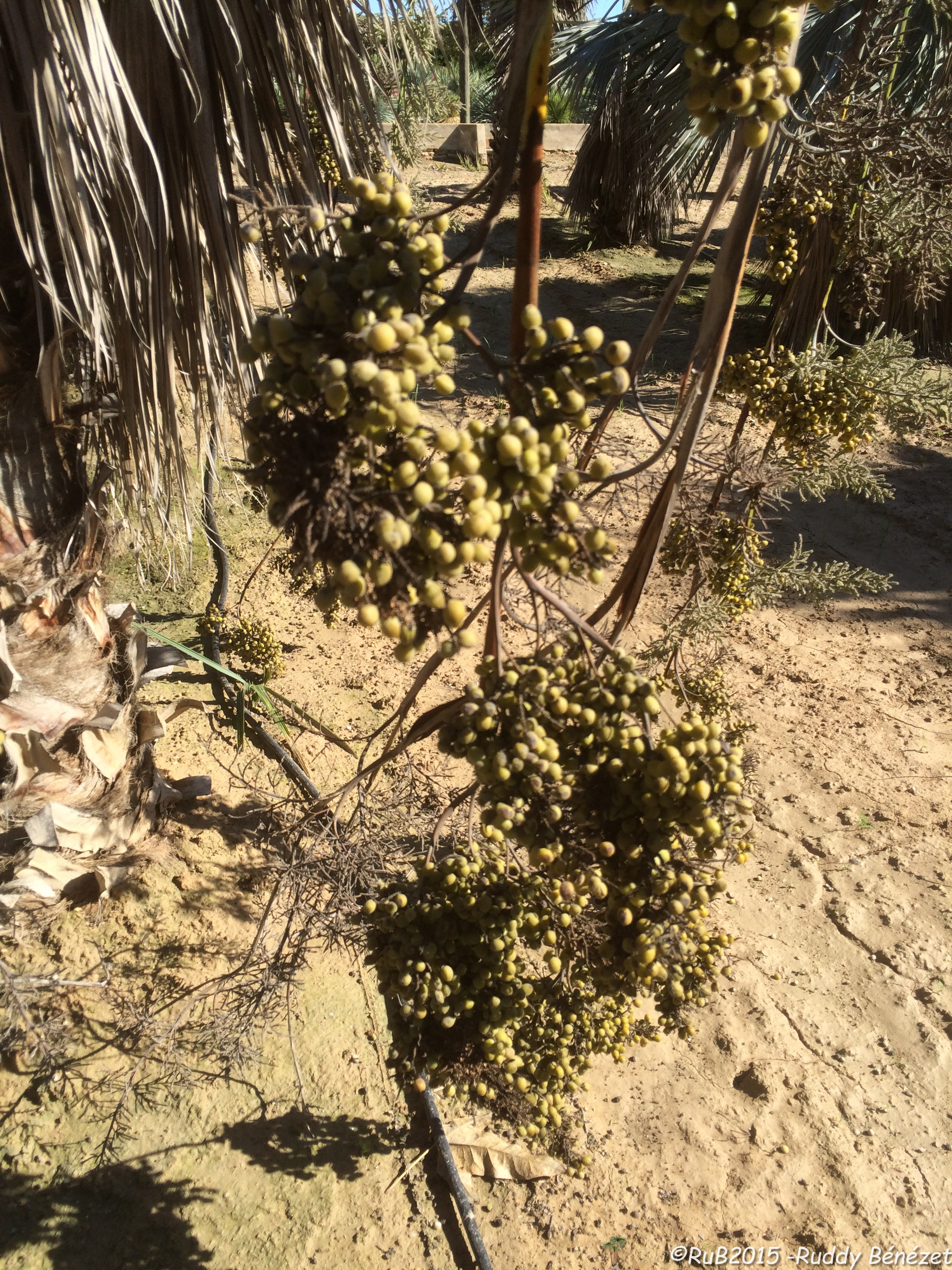
Infrutescences de Brahea calcarea.

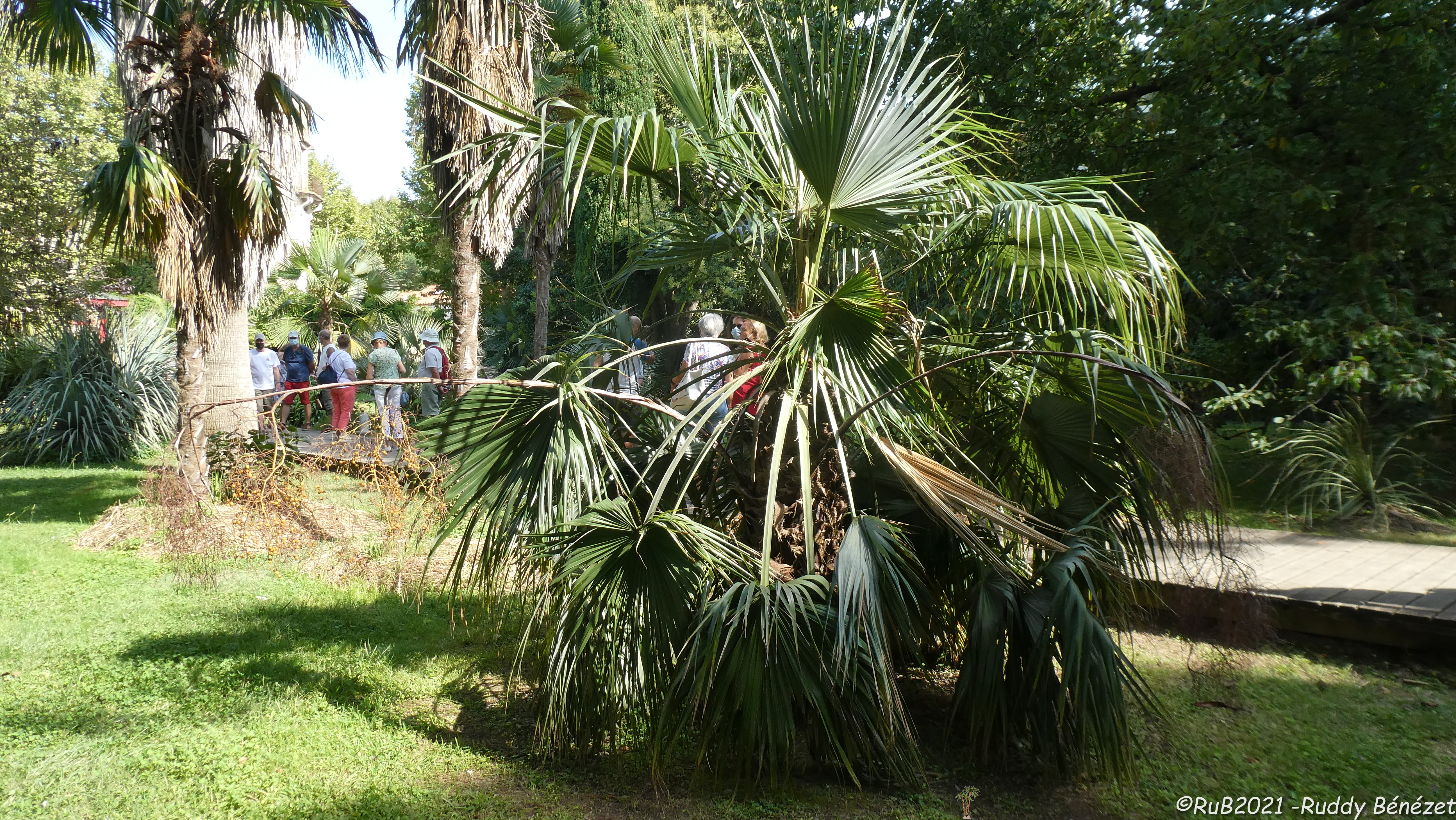
Brahea calcarea au jardin des Capellans à St Cyprien.